# Tettigonioidea
Tettigonioidea é uma superfamília de insetos da ordem Orthoptera.

## Classificação
A família a seguir esta dentro dessa superfamília.
- Tettigoniidae Krauss, 1902